# Zofia Popiołek
Zofia Popiołek (* 20. Juni 1952 in Lublin) ist eine polnische Politikerin der Ruch Palikota (Palikot-Bewegung).
Zofia Popiołek studierte am Fachbereich Recht und Verwaltungswissenschaft der Maria-Curie-Skłodowska-Universität und schloss mit einem Magister ab. Sie arbeitete für den Stadtrat Lublins und im regionalen Stab für Infrastruktur der Polnischen Streitkräfte. Ab 1995 war Zofia Popiołek Vorsitzende des Stadtteilrates der Lubliner Altstadt. Im Jahr 2006 bewarb sie sich erfolglos bei den Selbstverwaltungswahlen zum Stadtrat von Lublin. Bei den Parlamentswahlen 2011 stimmten 18.752 Wähler im Wahlkreis 6 Lublin für sie und damit erhielt Zofia Popiołek ein Mandat für den Sejm.